# Ki-Jana Hoever
Ki-Jana Delano Hoever (Amsterdam, 18 januari 2002) is een Nederlands voetballer die doorgaans als verdediger speelt. Hij verruilde medio 2020 Liverpool voor Wolverhampton Wanderers, 

## Carrière
Hoever speelde in de jeugd van Ajax voordat hij in de zomer van 2018 op zestienjarige leeftijd door Liverpool naar Engeland werd gehaald. Naast The Reds hadden ook onder andere Manchester United, Manchester City en Chelsea interesse.
Hij maakte op 7 januari 2019 zijn debuut voor Liverpool in de FA Cup, in een met 2-1 verloren uitwedstrijd tegen Wolverhampon Wanderers. Hij kwam in het veld in de 6e minuut voor Dejan Lovren. Hoever was na zijn debuut de jongste debutant voor Liverpool in de FA Cup en de op twee na jongste in alle competities na Jerome Sinclair en Jack Robinson. Afgezien van deze wedstrijd kreeg hij geen speeltijd in het eerste team van deze club.
In september 2020 werd hij verkocht aan Wolverhampton Wanderers. Na twee invalbeurten in het eerste team maakte hij op 29 december zijn basisdebuut voor deze club en in de Premier League tijdens de uitwedstrijd tegen Manchester United.
Op 23 juni 2022 maakte PSV bekend dat zij Hoever voor het seizoen 2022/23 huren van Wolverhampton. In januari 2023 werd hij voor een half seizoen verhuurd aan Stoke City. De huur werd vervolgens met een seizoen verlengd. In het seizoen 2024/25 speelt Hoever op huurbasis in Frankrijk bij AJ Auxerre in de Ligue 1.

## Clubstatistieken
| Seizoen     | Club         | Competitie       | Competitie | Competitie | Competitie | Beker | Beker | Beker | Internationaal | Internationaal | Internationaal | Totaal | Totaal | Totaal |
| Seizoen     | Club         | Competitie       | Wed.       | Dlp.       | Ass.       | Wed.  | Dlp.  | Ass.  | Wed.           | Dlp.           | Ass.           | Wed.   | Dlp.   | Ass.   |
| ----------- | ------------ | ---------------- | ---------- | ---------- | ---------- | ----- | ----- | ----- | -------------- | -------------- | -------------- | ------ | ------ | ------ |
| 2018/19     | Liverpool    | Premier League   | 0          | 0          | 0          | 1     | 0     | 0     | —              | —              | —              | 1      | 0      | 0      |
| 2019/20     | Liverpool    | Premier League   | 0          | 0          | 0          | 3     | 1     | 0     | 0              | 0              | 0              | 3      | 1      | 0      |
| Club Totaal | Club Totaal  | Club Totaal      | 0          | 0          | 0          | 4     | 1     | 0     | 0              | 0              | 0              | 4      | 1      | 0      |
| 2020/21     | Wolves       | Premier League   | 12         | 0          | 0          | 3     | 0     | 0     | —              | —              | —              | 15     | 0      | 0      |
| 2021/22     | Wolves       | Premier League   | 8          | 0          | 0          | 2     | 0     | 1     | —              | —              | —              | 10     | 0      | 1      |
| Club Totaal | Club Totaal  | Club Totaal      | 20         | 0          | 0          | 5     | 0     | 1     | 0              | 0              | 0              | 25     | 0      | 1      |
| 2022/23     | → PSV        | Eredivisie       | 5          | 0          | 2          | 1     | 0     | 0     | 2              | 0              | 0              | 8      | 0      | 2      |
| Club Totaal | Club Totaal  | Club Totaal      | 5          | 0          | 2          | 1     | 0     | 0     | 2              | 0              | 0              | 8      | 0      | 2      |
| 2022/23     | → Stoke City | EFL Championship | 15         | 4          | 1          | 2     | 0     | 0     | —              | —              | —              | 17     | 4      | 1      |
| 2023/24     | → Stoke City | EFL Championship | 40         | 4          | 5          | 4     | 0     | 0     | —              | —              | —              | 44     | 4      | 5      |
| Club Totaal | Club Totaal  | Club Totaal      | 55         | 8          | 6          | 6     | 0     | 0     | 0              | 0              | 0              | 61     | 8      | 6      |
| 2024/25     | → AJ Auxerre | Ligue 1          | 30         | 1          | 2          | 0     | 0     | 0     | —              | —              | —              | 30     | 1      | 2      |
| Club Totaal | Club Totaal  | Club Totaal      | 30         | 1          | 2          | 0     | 0     | 0     | 0              | 0              | 0              | 30     | 1      | 2      |
| TOTAAL      | TOTAAL       | TOTAAL           | 110        | 9          | 10         | 16    | 1     | 1     | 2              | 0              | 0              | 128    | 10     | 11     |

Laatst bijgewerkt op 27 juli 2024.

## Erelijst
| Competitie           |           |           |           |           |
| Competitie           | Aantal    | Jaren     |           |           |
| Liverpool            | Liverpool | Liverpool | Liverpool | Liverpool |
| -------------------- | --------- | --------- | --------- | --------- |
| FIFA Club World Cup  | 1x        | 2019      |           |           |
| UEFA Super Cup       | 1x        | 2019      |           |           |
| Premier League       | 1x        | 2019/20   |           |           |
| PSV                  |           |           |           |           |
| Johan Cruijff Schaal | 1x        | 2022      |           |           |

| Competitie                           | Winnaar            | Winnaar            | Runner-up          | Runner-up          | Derde              | Derde              |
| Competitie                           | Aantal             | Jaren              | Aantal             | Jaren              | Aantal             | Jaren              |
| Nederland onder 17                   | Nederland onder 17 | Nederland onder 17 | Nederland onder 17 | Nederland onder 17 | Nederland onder 17 | Nederland onder 17 |
| ------------------------------------ | ------------------ | ------------------ | ------------------ | ------------------ | ------------------ | ------------------ |
| UEFA Europees kampioenschap onder 17 | 1x                 | 2019               |                    |                    |                    |                    |

3 Osho ·
4 Jubal  ·
6 Agouzoul ·
8 Buayi-Kiala ·
9 Bair ·
10 Perrin ·
11 Maddy ·
12 Oppegård ·
14 Mensah ·
16 Léon ·
17 Sinayoko ·
18 Dioussé ·
19 Ayé ·
20 Diomandé ·
21 Coulibaly ·
23 Hoever ·
24 N'Gatta ·
25 Traorè ·
26 Joly ·
27 Danois ·
30 Negrel ·
37 Adicéam ·
40 De Percin ·
42 Owusu ·
45 Onaiwu ·
80 Massengo ·
92 Akpa ·
Coach: Pélissier